# Haloxyfop-Herbizide
Haloxyfop-Herbizide sind eine Gruppe strukturell ähnlicher chemischer Verbindungen, die sich am Carbonsäurerest und in ihrer stereochemischen Konfiguration unterscheiden. Das (R)-Isomer der freien Säure sowie ihr Methylester werden unter den Bezeichnungen Haloxyfop-P oder Haloxyfop-P-methyl als Herbizide eingesetzt und wirken durch die Hemmung der Acetyl-CoA-Carboxylase. Haloxyfop-P-methyl gehört zur Herbizidklasse der Aryloxyphenoxypropionate und wird unter den Handelsnamen Gallant, Zellek und Verdict verkauft.

## Gewinnung und Darstellung
Haloxyfop-methyl kann durch eine mehrstufige Reaktion gewonnen werden. Die Synthese geht von Propionsäure aus, welche chloriert wird sowie mit Methanol und Hydrochinon reagiert. Das Zwischenprodukt reagiert nun mit 3-Methyltrifluor-5,6-dichlorpyridin (aus 3-Picolin) zu Haloxyfop-methyl.

## Vertreter
| keine GHS-Piktogramme |

| Gefahrensymbol | Gefahrensymbol |

| Gefahrensymbol |

| Gefahrensymbol | Gefahrensymbol |

## Zulassungsstatus
Die EU-Kommission entschied 2002, Haloxyfop nicht in die Liste der zulässigen Wirkstoffe von Pflanzenschutzmitteln aufzunehmen.
Haloxyfop-P und Haloxyfop-P-methyl waren seit 1. Januar 2011 in der EU als Wirkstoffe in Herbiziden zugelassen. Die Zulassung wurde zum 31. Dezember 2020 aufgehoben.
Auch in der Schweiz sind keine Pflanzenschutzmittel mit Haloxyfop-Wirkstoffen mehr zugelassen.